# بيل تايلور
بيل تايلور (بالإنجليزية: Bill Taylor)‏ (3 يونيو 1938 في المملكة المتحدة - ) هو لاعب كرة قدم بريطاني في مركز حراسة المرمى. لعب مع سانت جونستون ونادي بارتيك ثيسل ونادي لوتون تاون ونادي ستيرلينغ ألبيون وEpping Town F.C. ‏.